# Ахметов, Равиль Нургалиевич
Ахметов Равиль Нургалиевич (род. 25 мая 1948 года, Южно-Сахалинск) — Первый заместитель генерального директора АО «РКЦ „Прогресс“» — Генеральный конструктор — начальник ЦСКБ.

## Биография
Родился в Южно-Сахалинске 25 мая 1948 года .
В 1973 году он окончил Куйбышевский политехнический институт с красным дипломом.
После окончания института начал работать в ЦСКБ в должности инженера.
Прошёл всё должностные ступеньки: от инженера до начальника отдела ЦСКБ-Прогресс.
В 2006 году Р. Н. Ахметов был назначен первым заместителем Генерального директора — Генеральным конструктором — Начальником ЦСКБ.
Под его руководством разработана новая ракета-носитель «Союз-2.1б» .

## Научные звания
- Доктор технических наук
- Действительный член (Академик) Российской Академии космонавтики им. К. Э. Циолковского (2007)
- Член — корреспондент Академии технологических наук Российской Федерации
- Действительный член (Академик) Академии навигации и управления движением[6]

## Награды
- Орден Почёта (1988)
- Орден Дружбы (1995)
- Диплом Ю. А. Гагарина (1999)
- Медаль имени В. И. Кузнецова (1993)
- Заслуженный конструктор Российской Федерации (2011)[7]
- Знак Циолковского Роскосмоса
- Знак отличия командующего Космическими войсками МО РФ «За заслуги»
- Почётная грамота Европейского космического агентства
- Премия Правительства Российской Федерации имени Ю. А. Гагарина в области космической деятельности (в составе группы, за 2016 год) — за разработку, испытания и эксплуатацию ракеты-носителя «Союз-2»